# Rosa Bonheur (Anna Elizabeth Klumpke)
Rosa Bonheur es una obra de 1898 de la pintora estadounidense Anna Elizabeth Klumpke. El retrato de la artista francesa Rosa Bonheur está en la colección del Museo Metropolitano de Arte (Met) de Nueva York desde 1922.

## Historia
Bonheur era una artista a la que Klumpke «admiraba desde hacía tiempo». Las dos artistas habían mantenido correspondencia durante algún tiempo antes de 1898. Una conversación con miembros de la familia Douglas Miller convenció a Klumpke para que pidiera pintar a Bonheur. El 14 de septiembre de 1897, Klumpke escribió a Bonheur preguntándole si podía pintar su retrato. El 31 de marzo de 1898, Bonheur respondió: «Estoy a su disposición, querida mademoiselle, para el retrato».
Kumpke empezó a trabajar en el retrato al óleo sobre lienzo en junio de 1898. Klumpke escribió que «estaba encantada de que Rosa Bonheur se hubiera ofrecido por voluntad propia a posar vestida de mujer». Bonheur no posaba para Klumpke todos los días, diciendo que «no soportaba las sesiones largas». Durante las veces que posaba para Klumpke, las dos artistas hablaban de arte y literatura, contaban historias y discutían sobre religión y moral. El trabajo de Klumpke en el cuadro también fue dictado por Bonheur, que quería que la artista más joven siguiera sus sugerencias sobre los bocetos y el trabajo artístico. La investigadora especialista en estudios de género y feministas Maria Tamboukou escribe que la interacción de conversaciones y sesiones para la creación del cuadro muestran que Bonheur era «una mujer enamorada» de Klumpke.

## Descripción
La obra representa a la pintora francesa Rosa Bonheur. Klumpke fue también biógrafa de la vida y obra de Bonheur. Bonheur aparece sentada ante su caballete y luciendo su medalla de la Legión de Honor. Lleva un largo abrigo de ranilla y un rígido cuello blanco. En la mano tiene un dibujo y en el caballete está el comienzo de un cuadro de tres caballos. La expresión del rostro de Bonheur «oscila entre lo pensativo y lo provocativo», según la historiadora del arte Britta C. Dwyer.
Klumpke permaneció con Bonheur en Francia como su acompañante. A la muerte de Bonheur en 1899, un año después de la realización del retrato, Klumpke heredó la casa y el estudio de Bonheur en el Château de By, cerca de Fontainebleau. El cuadro fue propiedad de Klumpke y de su hermana y agente, Dorothea Roberts, hasta 1922. Ese año, Klumpke donó la obra al Museo Metropolitano de Arte.